# Virxinia Pereira Renda
Virxinia Pereira Renda (La Estrada; 19 de octubre de 1884-Madrid; 23 de diciembre de 1969) fue la mujer de Alfonso Daniel Rodríguez Castelao.

## Trayectoria
Era hija de Camilo Pereira Freijenedo (Orense) y Peregrina Renda López (Pontevedra), una familia acomodada de La Estrada.
Conoció a Castelao en 1909 mientras este estudiaba Medicina en Santiago, y los casó su amigo Antonio Rey Soto, el 19 de octubre de 1912 en la iglesia parroquial de La Estrada (San Pelayo). Tuvieron un único hijo, Afonso Xesús, nacido el 30 de enero de 1913 y muerto con apenas 15 años de edad, el 3 de enero de 1928 a causa de una peritonitis.

Conozo a Estrada desde fai moito tempo. Teño da Estrada tantas lembranzas vellas! Eu tomaba o coche de Mato, cando estudaba en Sant-Iago, e marchábame á Estrada, onde tiña unha moza: a filla solteira de Don Camilo Pereira. Con ela me casei, van alá trinta anos, e alí tivemos un fillo, que foi a nosa mellor ilusión e hoxe é a nosa mágoa ("Aos estradenses", en Unión Estradense, Bos Aires, maio 1941, 4)

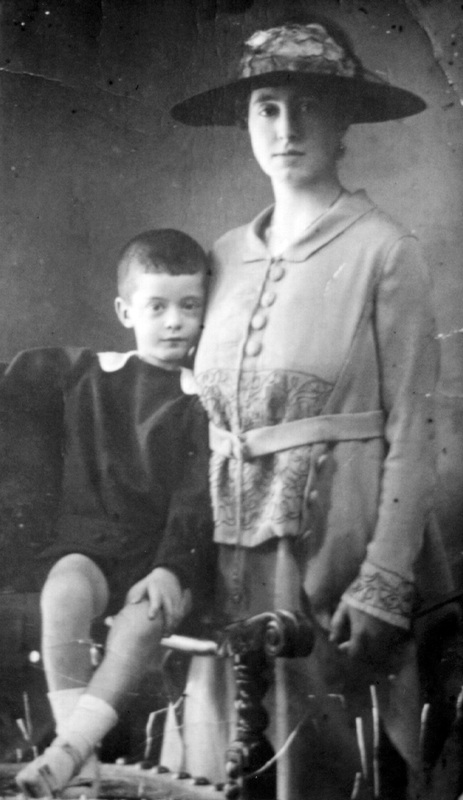
Virxinia y su hijo, Afonso Xesús.

Existe en Buenos Aires un colectivo de mujeres gallegas en la emigración, llamado Herbas de Prata, que concede un reconocimiento con el nombre de Virxinia Pereira, con el objetivo de homenajear el trabajo anónimo de las mujeres gallegas que con su labor personal contribuyeron al desarrollo de sus familias y supieron sembrar en ellos el amor y el respeto por su origen gallego.
Según una revista editada por el Centro Cultural del Partido de La Estrada (de Buenos Aires) en 1986, los restos mortales de Virxinia Pereira y de su hijo Afonso fueron trasladados ese año al cementerio de Figueiroa, en La Estrada.
En 2021 le fue dedicada una avenida en Pontevedra capital, ciudad en la que vivió más de 20 años, y en la que impulsó que la mayor parte de la obra artística de Castelao esté depositada en el Museo de Pontevedra.